# Liste von Bergwerken in der Pfalz

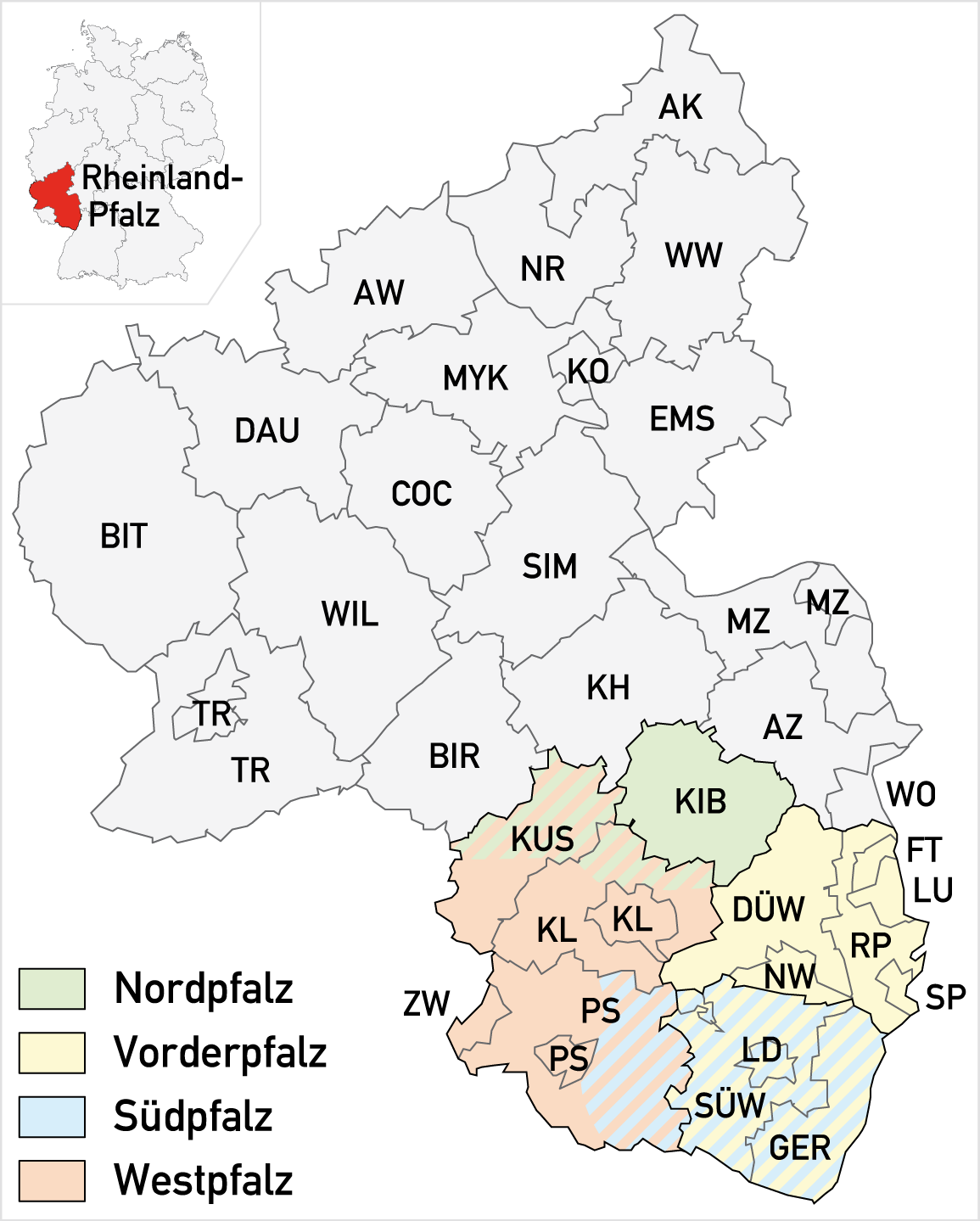
Einteilung der Pfalz in ihrer aktuellen Definition (ohne Saarpfalz, Kurpfalz und die Gemeinden, die bei der Kreisreform 1969 an den Landkreis Bad Kreuznach übergingen)

Die Liste von Bergwerken in der Pfalz benennt die Bergwerke in der Pfalz, Rheinland-Pfalz.

## Geschichte
Der Bergbau in der Pfalz ging vornehmlich auf Eisen, Kupfer und Quecksilber um. Eisen und Kupfer waren überwiegend von lokaler Bedeutung, Quecksilber wurde überregional gehandelt. Die Kohlevorkommen waren gering und wurden nur lokal verwendet. Überregionale Bedeutung hatte zudem der Bergbau auf Tone.
Bergbauzentren waren am Donnersberg, insbesondere Imsbach, bei Stahlberg, am Lemberg, bei Obermoschel, am Potzberg und bei Kaiserslautern sowie für Tonvorkommen bei Eisenberg. Früheste Bergbauspuren stammen aus römischer Zeit (1. Jahrhundert n. Chr.), Erzbergbau endete in den 1940er Jahren, Bergbau auf Tone wird noch betrieben. 

## Liste der Bergwerke

### Kaiserslautern
| Name                      | Ortsgemeinde                 | Anmerkungen | Beginn | Ende | Lage       | Bild |
| ------------------------- | ---------------------------- | --- | ------ | ---- | ---------- | ---- |
| Gruben bei Erzhütten      | Kaiserslautern, OT Erzhütten | Eisen; umfangreiches Pingenfeld; vor dem 18. Jahrhundert; 400 m breites Feld, in nordsüdl. Richtung gelegen, zwischen Lage und Lage |        |      | Lage       |      |
| Gruben bei Kaiserslautern | Kaiserslautern               | Eisen; umfangreiches Pingenfeld; vor dem 18. Jahrhundert; heutzutage weitgehend überbaut                                            |        |      | Lage (ca.) |      |

### Landkreis Südwestpfalz

#### Verbandsgemeinde Rodalben
| Name                   | Stadt/Gemeinde | Bemerkung                                                                                        | Lage | Bild |
| ---------------------- | -------------- | ------------------------------------------------------------------------------------------------ | ---- | ---- |
| Gruben bei Münchweiler | Münchweiler    | Eisen; große Anhäufungen von Eisenschlacken, Ofenresten und Erz; datiert auf 12.–14. Jahrhundert | Lage |      |

#### Verbandsgemeinde Dahner Felsenland
| Name             | Stadt/Gemeinde | Bemerkung                       | Lage | Bild |
| ---------------- | -------------- | ------------------------------- | ---- | ---- |
| St.-Anna-Stollen | Nothweiler     | Eisenerz mit hohem Mangangehalt | Lage |      |